# Лашкарёв, Григорий Александрович
Григо́рий Алекса́ндрович Лашкарёв (1862—1931) — полковник лейб-гвардии Преображенского полка, член Государственной думы от Минской губернии.

## Биография
Православный. Из дворян. Сын генерал-лейтенанта Александра Григорьевича Лашкарёва и жены его Александры Васильевны Бибиковой. Землевладелец Бобруйского уезда (8794 десятины, в том числе родовое имение «Озаричи»).
Воспитывался в Пажеском корпусе, по окончании которого в 1883 году выпущен был из камер-пажей в прапорщики лейб-гвардии Преображенского полка. В 1885—1886 годах состоял батальонным адъютантом. В 1887 году окончил курс Николаевской академии Генерального штаба, после чего вернулся в свой полк. В 1890—1893 годах заведывал казарменными зданиями преображенцев. Более 10 лет командовал ротой Преображенского полка. В 1891—1896 годах был ктитором Преображенского собора. 28 марта 1904 года произведен в полковники. В том же году был назначен заведывающим хозяйством полка, а в 1906 году — командиром батальона.
В 1907 году вышел в отставку в чине полковника и поселился в своем имении Минской губернии, где посвятил себя общественной деятельности. Состоял гласным Бобруйского уездного и Минского губернского земских собраний.
В феврале 1907 года был избран членом II Государственной думы от Минской губернии. Входил в группу правых. 18 сентября 1911 года избран в члены III Государственной думы съездом землевладельцев на место С. Н. Мезенцова. Входил в русскую национальную фракцию. Состоял членом комиссии по государственной обороне. Участвовал в первом съезде Всероссийского национального союза, состоявшемся в феврале 1912 года.
В 1912 году был переизбран в Государственную думу от съезда землевладельцев. Входил во фракцию русских националистов и умеренно-правых. Состоял членом комиссий: по военным и морским делам, а также по запросам. 25 сентября 1913 года был избран в члены Государственного совета минским губернским земским собранием, в связи с чем сложил полномочия члена ГД. В 1916 году был переизбран. Входил в группу правого центра. Во время Первой мировой войны был членом Особого совещания для обсуждения и объединения мероприятий по обороне государства.
3 марта 1917 года, во время Февральской революции, прибыл в Минск. В конце 1917 года в Петрограде, вместе с А. А. Вырубовой, входил в группу, которая стремилась установить контакт с находившейся в Тобольске царской семьей и облегчить её материальное положение. От имени этой группы вел переговоры с банкиром К. И. Ярошинским, который передал значительные средства на помощь царской семье.
Умер в 1931 году в Ленинграде. Похоронен на семейном участке Лашкаревых на Волковом кладбище. Был женат.

## Награды

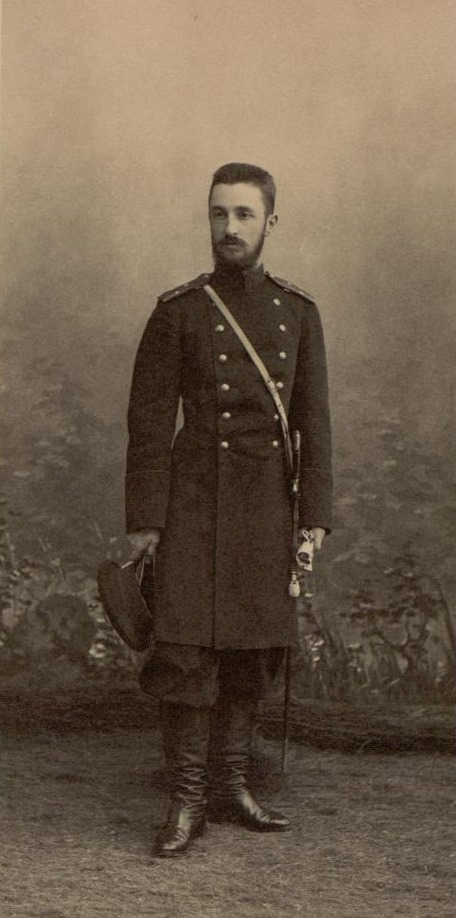
Г. А. Лашкарёв в чине поручика. 1891 г.

- Орден Святого Станислава 3-й ст. (1893)
- Орден Святой Анны 3-й ст. (1901)
- Орден Святой Анны 2-й ст. (1906)
- Орден Святого Владимира 3-й ст. (1916)